# Добровольский (Алтайский край)
Доброво́льский — посёлок в Суетском районе Алтайского края России. Входит в состав Александровского сельсовета.

## История
Основан в 1911 году. В 1928 году посёлок состоял из 48 хозяйств, основное население — украинцы. Центр Добровольского сельсовета Знаменского района Славгородского округа Сибирского края.

## Население
| 1997 | 1998 | 1999 | 2000 | 2001 | 2002 | 2003 |
| ---- | ---- | ---- | ---- | ---- | ---- | ---- |
| 46   | →46  | ↘42  | ↗43  | ↗46  | ↗47  | ↘42  |
| 2004 | 2005 | 2006 | 2007 | 2008 | 2009 | 2010 |
| ↘32  | ↘29  | ↘23  | ↘16  | ↘11  | ↘8   | ↗11  |
| 2011 | 2012 | 2013 |      |      |      |      |
| ↗13  | ↘12  | ↘10  |      |      |      |      |